# 국립기상과학원
국립기상과학원(國立氣象科學院, National Institute of Meteorological Sciences, 약칭: NIMS)은 기상·기후에 관한 기술·정책 및 대기의 연구에 관한 사무를 관장하는 대한민국 기상청의 소속기관이다. 2015년 1월 6일 발족하였으며, 제주특별자치도 서귀포시 서호북로 33에 위치하고 있다. 원장은 고위공무원단 나등급에 속하는 임기제공무원으로 보한다.

## 직무
- 대기의 종관적(綜觀的)·역학적 구조에 관한 연구
- 기상관측 및 예보에 관한 연구
- 기후 및 기후변화에 관한 연구
- 대기·해양 상호작용에 관한 연구
- 황사에 관한 연구(황사 위해성 및 피해방지 관련 연구는 제외한다)
- 고층대기에 관한 연구
- 산업 및 생활기상에 관한 연구
- 환경기상 및 미기상(微氣象)에 관한 연구
- 세계기상기구가 정하는 바에 따른 기후변화 관측·분석 및 연구
- 물리기상 및 기상조절에 관한 연구
- 수문기상 및 가뭄에 관한 연구
- 해양기상 및 극지기상(極地氣象)에 관한 연구
- 연구계획의 수립·조정 및 연구관리
- 기상업무 관련 정책, 기술 및 연구동향 조사·분석
- 청 내 주요 정책 수립에 필요한 단기 정책기획·조사연구 수행
- 청 내 미래 전략적 기술분야의 발굴·조사 및 정책연구
- 원 내 보안·문서관리·인사·예산회계 및 물품·국유재산관리에 관한 사항
- 원 내 연구용 관측장비의 운영 및 관리에 관한 사항
- 기타 과학원의 목표달성을 위하여 필요한 사업

## 연혁
- 1978년 4월 15일: 중앙관상대 소속으로 기상연구소 설치.[3]
- 1982년 1월 1일: 중앙기상대 소속으로 변경.[4]
- 1985년 7월 2일: 관악산기상레이더관측소를 소속기관으로 편입.[5]
- 1987년 1월 1일: 소속기관으로 소백산기상관측소 설치.[6]
- 1990년 12월 27일: 기상청 소속으로 변경.[7]
- 1992년 3월 13일: 관악산기상레이더관측소를 기상청 직속기관으로 이관.[8]
- 1995년 12월 29일: 소백산기상관측소를 배경대기관측소로 개편.[9]
- 2000년 7월 27일: 배경대기관측소를 지구대기감시관측소로 개편.[10]
- 2007년 3월 16일: 기상연구소를 국립기상연구소로, 지구대기감시관측소를 지구대기감시센터로 개편.[11]
- 2008년 2월 29일: 지구대기감시센터를 폐지.[12]
- 2014년: 서울시 동작구에서 제주도 서귀포시로 청사 이전.
- 2015년 1월 6일: 국립기상과학원으로 개편.[13]
- 2017년 1월 1일: 책임운영기관으로 지정.[14]

## 조직

### 원장
- 연구기획운영과[15]
- 관측예보연구과[16]
  - 재해기상연구센터
- 기후연구과[16]
- 지구시스템연구과[16]
- 환경기상연구과[16]
- 응용기상연구과[16]

## 관측센터
보성국가위험기상집중관측센터
- 위치: 전라남도 보성군 득량면 3046-2답
- 수행사항
  - 위험기상의 구조/발생/발달 기구규명
  - 첨단관측장비의 선도연구
- 관측장비: Ka-band 구름레이더, 원드프로파일러, 라디오미터, 오토존데, 광학강우강도계, 마이크로강우레이더

무안기상레이더연구센터
- 위치: 전라남도 무안군 해제면 광산리 242-2
- 수행사항
  - 연구용 기상레이더 운영 및 활용연구
  - 현업용 기상레이더 선행연구
- 관측장비: 연구용 X-band 이중편파 레이더

서울황사감시센터
- 위치: 서울특별시 종로구 송월동 1번지
- 수행사항
  - 입자 크기별 질량농도, PM10/2.5/1.0 농도, 입자 수농도, 수용성 무기물 이온 농도, 광학두께 관측
- 관측장비: 다단입자채집기, 입자계수기, 입자용액화장치, 이온 크로마토그래피, 스카이라디오미터

대관령구름물리선도센터
- 위치: 강원도 평창군 대관령면 횡계3리 산1-133
- 수행사항
  - 구름/비/눈 등 강수의 특성 분석
  - 첨단 관측장비의 시험연구
  - 기상조절 실험효과 검증
- 관측장비: 하늘상태 자동관측시스템, 연직강우레이더(MRR), 강우우적계, 전방산란입자측정기(FSSP), 마이크로라디오미터(KWR), 시정계 등 20여개